# Werner Wiater
Werner Bernhard Wiater (* 8. Oktober 1946 in Wassenberg) ist ein deutscher Schulpädagoge und ehemaliger Professor für Schulpädagogik der Universität Augsburg.

## Leben
Werner Wiater studierte im Lehramtsstudium ab 1965 an der Universität Bonn Theologie und Romanistik (Französisch). Während seiner Zeit im Schuldienst von 1971 bis 1975 promovierte er 1972 in katholischer Theologie. Von 1975 bis 1978 unterrichtete er als Akademischer Rat und Oberrat an der Pädagogischen Hochschule Hildesheim. 1977 promovierte er erneut an der Universität Bonn in Pädagogik und erhielt 1979 eine Professur für Pädagogik an der Technischen Universität Clausthal. 1983 habilitierte er sich in Hildesheim mit einem pädagogischen Thema. Von 1987 bis zu seiner Emeritierung 2015 war er Ordinarius für Schulpädagogik an der Universität Augsburg. Hier war er zweimal Dekan der Philosophisch-Sozialwissenschaftlichen Fakultät und ab 2005 zweimal Prorektor der Universität.
Wiater hat Schriften und Lehrbücher zur Schulpädagogik veröffentlicht, auch zum Thema Schultheorie. Seine Forschungsgebiete sind unter anderem Schul- und Unterrichtstheorie, Hermeneutische Bildungsforschung, Mehrsprachigkeit und Schulbuchforschung. In der Schulforschung beschäftigte er sich vergleichend mit europäischen Bildungssystemen mit Schwerpunkt auf Italien. Hier war er Gründungsmitglied der Freien Universität Bozen, an der er auch in der Lehre mitwirkte.
Er ist verheiratet und hat drei Kinder.